# 峴港SHB足球俱樂部

旧队徽

峴港SHB足球俱樂部（越南语：／?） 是越南足球俱乐部，位于岘港，目前主场为和轩体育场。俱乐部创建于1976年，最初名为广南岘港工人足球队，1992年曾获得一次越南顶级联赛冠军。2008年，SHB银行赞助球队，更名为峴港SHB足球队，次年转为职业足球俱乐部并在这一年赢得双冠王。
俱乐部在2006赛季最近一次闯入过亚洲冠军联赛，尽管表现只能称得上惨败（包括平记录的0-15惨败给日本联赛球队大阪飞脚），最终在和全北现代、大阪飞脚、大连实德小组赛中6战全败垫底被淘汰。

## 球隊榮譽
越南足球聯賽
- 冠军（3）： 1992、2009、2012

越南国家足球盃
- 冠军（2）： 1993、2009

越南国家足球超级盃
- 冠军（1）： 2012

## 亞足協賽事成績
- 亞足聯冠軍聯賽: 2次

2006: 小組賽
2010: 外圍賽出局
- 亞洲球會錦標賽: 1次

1994: 外圍賽出局
- 亞洲盃賽冠軍盃: 1次

1994/95: 第二輪
1992/93: 半決賽
- 亞洲足協盃: 1次

2010: 半準決賽